# Константа на киселинна дисоциация
Константата на киселинна дисоциация (изписва се Ка) е количествена мярка за силата на йонизиращите химични съединения в разтвор. Това е константата на химично равновесие при електролитна дисоциация, в контекста на химичните реакции между киселина и основа.
За една киселина HA, която дисоциира до протон H+ и анион A- по уравнението
{\displaystyle HA\rightleftharpoons H^{+}+A^{-}}
константата на киселинна дисоциация Ka е дефинирана по следния начин:
{\displaystyle K_{a}={\frac {[H^{+}][A^{-}]}{[HA]}}}
където с квадратни скоби се означава моларната концентрация на съответния компонент/йон. Колкото по-голяма е стойността на Ka, толкова по-силна е киселината и толкова по-голяма е степента на дисоциация α. Стойностите на Ka са обикновено много малки, и освен това се различават за различните киселини често с няколко порядъка. Затова, по аналогия с водородния показател pH, се дефинира pKa като отрицателен десетичен логаритъм от стойността на Ka
{\displaystyle pK_{a}=-\log _{10}{\left(K_{a}\right)}}
По-ниските стойности на pKa показват по-силна киселина. По подобен начин за основи може да се дефинира константата Kb (и pKb), която обаче се използва рядко, защото стойността ѝ може да се изчисли, ако се познава Ka (pKa). Във водни разтвори двете константи са свързани чрез йонното произведение на водата Kw (pKw)
{\displaystyle K_{a}\cdot K_{b}=K_{w}\approx 10^{-14}\ \left[{\frac {mol^{2}}{l^{2}}}\right]}
{\displaystyle pK_{a}+pK_{b}=pK_{w}\approx 14}
Познаването на pKa е важно при разглеждането на равновесия, включващи киселини и основи. Пример: Константата на киселинна дисоциация има значение при определянето на pH на разтвори на слаби киселини, соли на слаби киселини със силни основи, буферни разтвори и др.